# Mia Lyhne

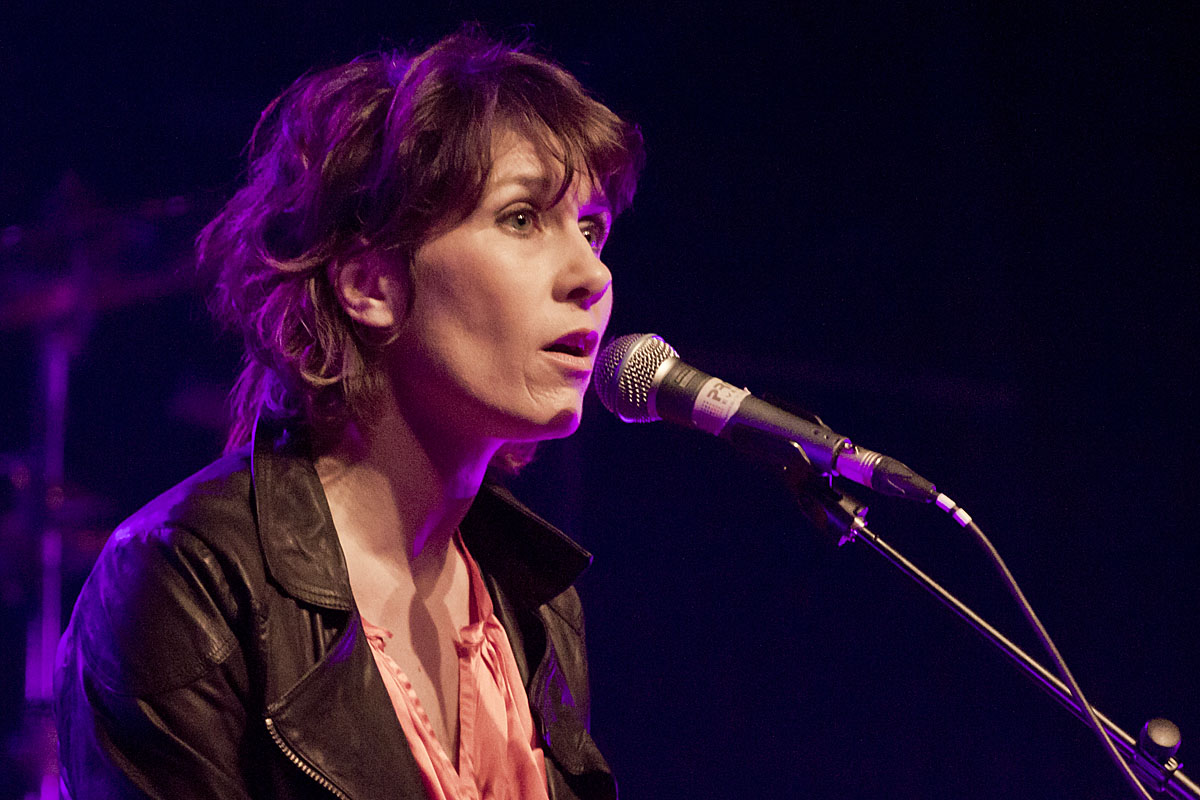
Mia Lyhne, 2013 im Kopenhagener Bremen Teater

Mia Lyhne (* 6. Juli 1971 in Kopenhagen) ist eine dänische Schauspielerin.

## Leben
Lyhne eignete sich ihre schauspielerischen Fähigkeiten autodidaktisch an und wurde erst nach mehrmaligen erfolglosen Versuchen an der Statens Teaterskole in Kopenhagen zugelassen. Zuvor wirkte sie in der Theater- und Gesangsgruppe beim Vesterbro Ungdomsgård mit, wo sie ihre ersten Auftritte hatte. Weiterhin war sie am Teater Grob tätig, eine studentische Bühne, die sie 1996 mitinitiiert und -gründet hatte. Am Bellevue Teatret war Mia Lyhne von 1995 bis 2000 tätig und spielte auf der Bühne in dem Stück Die Räuber von Kardemomme (Folk og røvere i Kardemomme by) von Thorbjørn Egner die Kamomilla. In der dänischen Fassung zu dem Stück Wer hat Angst vor Virginia Woolf? trat sie gemeinsam mit dem Schauspieler Nikolaj Lie Kaas auf. Des Weiteren arbeitete sie auch als Moderatorin im dänischen Kinderradio (Børneradio) und trat im Radiotheater (Radioteatret) auf. Lyhne spielte in mehreren Film- und Fernsehproduktionen mit, so trat sie von 2005 bis 2009 in der dänischen Serie Klovn des Sender TV 2 Zulu als Mia auf. Weiterhin trat sie in der Fernsehserie Krøniken auf. Eine größere Bekanntheit erreichte sie bei der TV2-Sendung Vild med dans, wo am 4. Juni 2005 sie das Finale mit ihrem Partner Thomas Evers Poulsen gewann. 2006 spielte sie in Lars von Triers The Boss of It All die Rolle als Heidi A. und 2007 eine der Hauptfiguren in der dänischen Sitcom-Serie Trio Van Gogh.
Mit einer Musikgruppe veröffentlichte sie unter dem Label M.I.A. Lyhne 2006 den Song Mia Lyhne als Hommage auf sich selbst. Dafür wurde sie 2007 für den Zulu Award nominiert. Zu den Folketingswahlen 2007 unterstützte sie im Wahlkampf die Socialistisk Folkeparti und deren Kandidaten Villy Søvndal.
2002 erhielt sie den Preis für junge Talente Årets Reumert für ihren Auftritt in Udvidelsen af kampzonen am Kongelige Teater.
2013 wurde sie mit dem Ove-Sprogøe-Preis ausgezeichnet.

## Filmografie (Auswahl)
- 2003: Dänische Delikatessen (De grønne slagtere)
- 2004: In deinen Händen (Forbrydelser)
- 2005–2009: Klovn (Fernsehserie)
- 2005: Vild med dans
- 2005: Krøniken
- 2006: Fidibus (Film)
- 2006: The Boss of It All (Direktøren for det hele)
- 2007: Den Sorte Madonna
- 2007: Hjemve (Film)
- 2007: Trio Van Gogh (Fernsehserie)
- 2008: Blå Mænd
- 2009: Camping (Film)
- 2009: Stjernerne på slottet
- 2010: Klovn: The Movie
- 2012: Sover Dolly på ryggen?
- 2012: A-klassen (Fernsehserie)
- 2013: Europamestrene (Fernsehserie)
- 2013: Borgen – Gefährliche Seilschaften (Borgen)
- 2017: Small Town Killers (Dræberne fra Nibe)
- 2017: Tinkas Weihnachtsabenteuer (Tinkas juleeventyr, Fernsehserie)

## Theater
- 1995–2000: Folk og røvere i Kardemomme by
- 2012: Den Eneste Ene  (Musical)